# Colibrí de Goudot
El colibrí de Goudot (Chrysuronia goudoti) és una espècie d'ocell de la família dels troquílids (Trochilidae) que habita el bosc obert, matoll àrid, vegetació secundària i bosc decidu de les terres baixes fins als 1600 m al nord de Colòmbia i a l'est de Colòmbia i nord-oest de Veneçuela.